# Водопроводное
Водопроводное (каз. Водопроводное) — село в Кызылжарском районе Северо-Казахстанской области Казахстана. Входит в состав Рассветского сельского округа. Код КАТО — 595063200.

## Население
В 1999 году население села составляло 519 человек (234 мужчины и 285 женщин). По данным переписи 2009 года, в селе проживало 437 человек (190 мужчин и 247 женщин).